# Cartago (Kalifornija)
Cartago je naseljeno područje za statističke svrhe u američkoj saveznoj državi Kalifornija. Prema popisu stanovništva iz 2010. u njemu je živjelo 92 stanovnika.